# Convenção sobre Aviação Civil Internacional

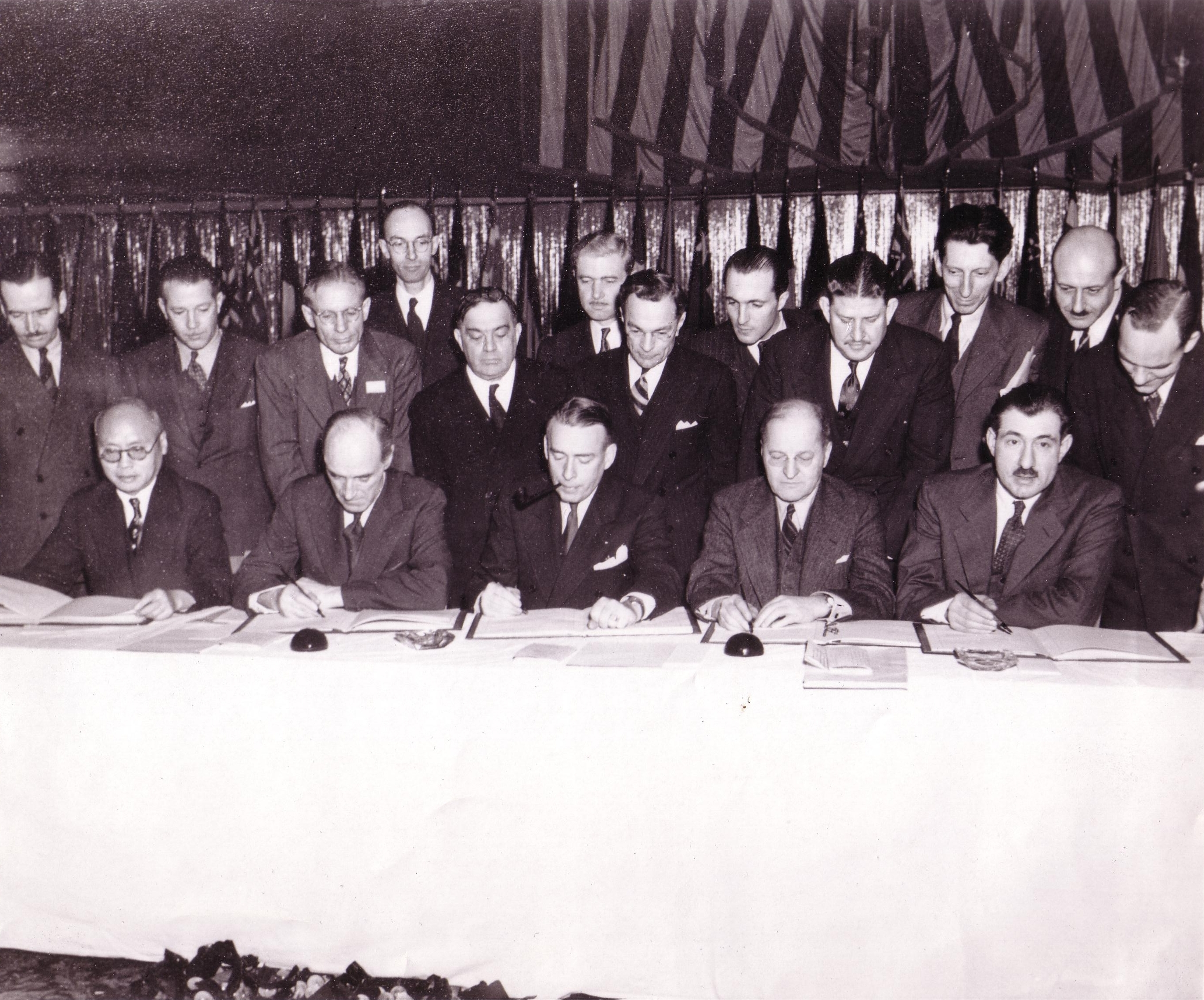
Assinatura da Convenção (Chicago,)

A Convenção de Aviação Civil Internacional ou Convenção sobre Aviação Civil Internacional, também conhecida como Convenção de Chicago, é um tratado internacional responsável pelo estabelecimento das bases do Direito Aeronáutico Internacional até hoje em vigor. Também instituiu o conceito de Acordo Bilateral de Transporte Aéreo entre Estados e determinou a criação da Organização da Aviação Civil Internacional (OACI).
A Convenção estabelece definições e regras acerca do espaço aéreo e sua utilização, registro de aeronaves e segurança de voo, bem como detalha os direitos dos signatários da convenção, com respeito ao transporte aéreo internacional, entre outros assuntos importantes.[carece de fontes?]

## Estrutura
Assinado durante a Conferência de Chicago (EUA, 7 de dezembro de 1944), que reuniu delegados de 54 países, o texto da Convenção entrou em vigor em 4 de abril de 1947 e é oficialmente republicado (atualizado) pela OACI por intermédio do documento denominado Doc 7300. O texto da Convenção é complementado por 19 anexos (annexes) que têm a função de estabelecer padrões (normas de cumprimento obrigatório) e práticas recomendadas (normas de cumprimento opcional, embora recomendado) para a aviação civil internacional. Os anexos tratam dos seguintes assuntos:[carece de fontes?]
- Anexo 1 – Licenças de Pessoal.
- Anexo 2 – Regras do Ar.
- Anexo 3 – Serviço Meteorológico para a Navegação Aérea Internacional.
- Anexo 4 – Cartas Aeronáuticas.
- Anexo 5 – Unidades de Medida a Serem Usadas nas Operações Aéreas e Terrestres.
- Anexo 6 – Operação de Aeronaves.
- Anexo 7 – Marcas de Nacionalidade e de Matrícula de Aeronaves.
- Anexo 8 – Aeronavegabilidade.
- Anexo 9 – Facilitação.
- Anexo 10 – Telecomunicações Aeronáuticas.
- Anexo 11 – Serviços de Tráfego Aéreo.
- Anexo 12 – Busca e Salvamento.
- Anexo 13 – Investigação de Acidentes de Aviação.
- Anexo 14 – Aeródromos.
- Anexo 15 – Serviços de Informação Aeronáutica.
- Anexo 16 – Proteção ao Meio Ambiente.
- Anexo 17 – Segurança: Proteção da Aviação Civil Internacional Contra Atos de Interferência Ilícita.
- Anexo 18 – Transporte de Mercadorias Perigosas.
- Anexo 19 – Sistema de Gerenciamento da Segurança Operacional.[nota 6]

Em outubro daquele mesmo ano de 1944, a OACI tornou-se uma agência especializada da ONU, ligada ao Conselho Econômico e Social das Nações Unidas (ECOSOC). Desde então, a Convenção já foi revisada oito vezes: em 1959, 1963, 1969, 1975, 1980, 1997, 2000 e 2006.[carece de fontes?]
Os Estados Unidos são depositários da Convenção.

## Participação dos países lusófonos
A Convenção de Chicago foi firmada pelo Brasil em Washington, a 29 de maio de 1945, ratificada em 8 de junho de 1946 e promulgada pelo Decreto federal nº 21.713/46.
Em Portugal, a Convenção foi aprovada pelo Decreto-Lei nº 36.158, de 17 de fevereiro de 1947, e ratificada por Carta de Ratificação de 28 de abril de 1948.[carece de fontes?]